# Abbott Laboratories
Abbott Laboratories – amerykańskie przedsiębiorstwo farmaceutyczne założone w 1888 roku, mające swoją siedzibę w Abbott Park, w stanie Illinois, w Stanach Zjednoczonych.
Abbott Laboratories jako pierwsze stworzyło tester na HIV. W swojej ofercie posiada m.in.: lek na reumatoidalne zapalenie stawów, konwulsje oraz syntetyczną tyroksynę. Abbott posiada także szeroki zakres produktów diagnostycznych. W Polsce przedsiębiorstwo działa poprzez spółkę zależną Abbott Laboratories Poland Sp. z o.o.